# Harold Ramis
Harold Allen Ramis (Chicago, 21 novembre 1944 – Chicago, 24 febbraio 2014) è stato un attore, sceneggiatore, regista, produttore cinematografico, produttore televisivo, comico e imitatore statunitense.

## Biografia
Era di origini ebraiche aschenazite, ma in età adulta non praticò alcuna religione. Come attore è famoso soprattutto per l'interpretazione del dottor Egon Spengler nei due film di Ghostbusters, dei quali fu anche sceneggiatore. Come sceneggiatore e regista è ricordato soprattutto per le commedie Ricomincio da capo (1993) e Terapia e pallottole (1999).
Si sposò due volte: prima dal 1967 al 1984 con l'attrice Anne Plotkin, da cui ebbe una figlia, Violet (1977), e dal 1989 fino alla morte con l'attrice Erica Mann, da cui ebbe due figli, Julian Arthur (1990) e Daniel Hayes (1994). Morì il 24 febbraio 2014, all'età di 69 anni, a causa di alcune complicanze dovute alla vasculite. Il suo corpo è stato sepolto nello Shalom Memorial Park di Arlington Heights, Illinois.

## Filmografia

### Attore
- Stripes - Un plotone di svitati (Stripes), regia di Ivan Reitman (1981)
- Ghostbusters - Acchiappafantasmi (Ghostbusters), regia di Ivan Reitman (1984)
- Baby Boom, regia di Charles Shyer (1987)
- Il sentiero dei ricordi (Stealing Home), regia di Steven Kampmann e William Porter (1988)
- Ghostbusters II - Acchiappafantasmi II, regia di Ivan Reitman (1989)
- Ricomincio da capo (Groundhog Day), regia di Harold Ramis (1993)
- Airheads - Una band da lanciare (Airheads), regia di Michael Lehmann (1994)
- Love Affair - Un grande amore (Love Affair), regia di Glenn Gordon Caron (1994)
- Qualcosa è cambiato (As Good as It Gets), regia di James L. Brooks (1997)
- Orange County, regia di Jake Kasdan (2002)
- I'm with Lucy, regia di Jon Sherman (2002)
- The Last Kiss, regia di Tony Goldwyn (2006)
- Molto incinta (Knocked Up), regia di Judd Apatow (2007)
- Walk Hard - La storia di Dewey Cox (Walk Hard: The Dewey Cox Story), regia di Jake Kasdan (2008)
- Anno uno (Year One), regia di Harold Ramis (2009)

### Regista
- Palla da golf (Caddyshack) (1980)
- National Lampoon's Vacation (1983)
- Club Paradise (1986)
- Ricomincio da capo (Groundhog Day) (1993)
- Stuart salva la famiglia (Stuart Saves His Family) (1995)
- Mi sdoppio in 4 (Multiplicity) (1996)
- Terapia e pallottole (Analyze This) (1999)
- Indiavolato (Bedazzled) (2000)
- Un boss sotto stress (Analyze That) (2002)
- The Ice Harvest (2005)
- Atlanta (2007) - film TV
- Anno uno (Year One) (2009)

### Sceneggiatore
- Animal House (National Lampoon's Animal House), regia di John Landis (1978)
- Polpette (Meatballs), regia di Ivan Reitman (1979)
- Palla da golf (Caddyshack), regia di Harold Ramis (1980)
- Stripes - Un plotone di svitati (Stripes), regia di Ivan Reitman (1981)
- National Lampoon's Vacation (Vacation), regia di Harold Ramis (1983) (non accreditato)
- Ghostbusters - Acchiappafantasmi (Ghostbusters), regia di Ivan Reitman (1984)
- A scuola con papà (Back to School), regia di Alan Metter (1986)
- Club Paradise, regia di Harold Ramis (1986)
- Pazzi da legare (Armed and Dangerous), regia di Mark L. Lester (1986)
- Due palle in buca (Caddyshack II), regia di Allan Arkush (1988)
- Ghostbusters II, regia di Ivan Reitman (1989)
- Ricomincio da capo (Groundhog Day), regia di Harold Ramis (1993)
- Terapia e pallottole (Analyze This), regia di Harold Ramis (1999)
- Indiavolato (Bedazzled), regia di Harold Ramis (2000)
- Un boss sotto stress (Analyze That), regia di Harold Ramis (2002)
- Anno uno (Year One), regia di Harold Ramis (2009)

### Produttore
- Ricomincio da capo (Groundhog Day), regia di Harold Ramis (1993)
- Mi sdoppio in 4 (Multiplicity), regia di Harold Ramis (1996)
- Indiavolato (Bedazzled), regia di Harold Ramis (2000)

## Doppiatori italiani
Nelle versioni in italiano delle opere in cui ha recitato, Harold Ramis è stato doppiato da:
- Sandro Iovino in Ricomincio da capo, Love Affair - Un grande amore, The Last Kiss, Anno uno
- Mario Cordova in Ghostbusters - Acchiappafantasmi
- Claudio Capone in Ghostbusters II - Acchiappafantasmi II
- Carlo Valli ne Il sentiero dei ricordi
- Renato Cecchetto in Orange County
- Renato Cortesi in Stripes - Un plotone di svitati
- Massimo Rinaldi in Baby Boom
- Nino Prester in Molto incinta
- Manlio De Angelis in Qualcosa è cambiato
- Vittorio De Angelis in Stripes - Un plotone di svitati (ridoppiaggio)

Da doppiatore è sostituito da:
- Mario Cordova in Ghostbusters - Il videogioco